# ويليام مارشال (مخرج)
ويليام مارشال (بالإنجليزية: William Marshall)‏ هو مصور سينمائي ومخرج أمريكي، ولد في 16 يناير 1885 في تركيا، وتوفي في 25 أبريل 1943 في لوس أنجلوس في الولايات المتحدة.

## وصلات خارجية
- ويليام مارشال على موقع IMDb (الإنجليزية)
- ويليام مارشال على موقع ألو سيني (الفرنسية)
- ويليام مارشال على موقع أول موفي (الإنجليزية)
- ويليام مارشال على موقع قاعدة بيانات الأفلام السويدية (السويدية)
- ويليام مارشال على موقع قاعدة بيانات الفيلم (الإنجليزية)
- ويليام مارشال على موقع كينوبويسك (الروسية)